# بيل تيلدن

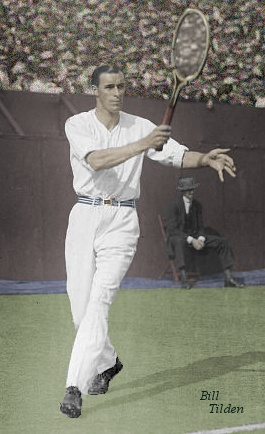
بيل تيلدن

وليام تاتيم تيلدن الثاني (William Tatem Tilden II) (ولد في 10 من فبراير 1893م - تُوفِيَ في 5 من يونيو 1953م)، الملقب بـ «بيج بيل» (Big Bill)، هو لاعب تنس أمريكي. وغالبًا ما يتم اعتباره واحدًا من أعظم لاعبي التنس على الإطلاق. كان تيلدن اللاعب الأول على مستوى العالم لمدة سبع سنوات، حيث فاز بخمس عشرة بطولة كبرى: عشرة بطولات كبرى لكرة المضرب "التنس" وبطولة العالم للملاعب الصلبة لعام 1921م، وأربع بطولات لتنس المحترفين
. هيمن بيل تيلدن على عالم التنس الدولي في النصف الأول من عشرينيات القرن الماضي. وخلال فترة حياته كهاوِ في سن الثمانية عشر عامًا من (1912م-1930م)، فاز بمئة وثمانِ وثلاثين بطولة من أصل مئة واثنتين وتسعين، كما حقق رقمًا قياسيًا في إحدى المباريات بنتيجة 907-62 بنسبة فوز تصل إلى 93.6 بالمئة.

## مهنة التنس الاحترافية
انتزع أخيرًا لاعبو التنس الفرنسيون الكبار، المعروفون باسم «الفرسان الأربعة» في أواخر العشرينيات، كأس ديفيز من تيلدن والولايات المتحدة، بالإضافة إلى هيمنته على الألقاب الفردية في بطولة ويمبلدون وفوريست هيلز(Forest Hills). كان تيلدن على خلاف طويل مع إدارة الهواة المتعنتة بشدة لـلرابطة الأمريكية للتنس بشأن الدخل الذي يتقاضاه من المقالات الصحفية عن التنس. فاز تيلدن بالبطولة الرئيسة الأخيرة له في ويمبلدن عام 1930م وهو بسن السابعة والثلاثين عامًا، ولكنه لم يعد قادرًا على حصد ألقاب أخرى كما أراد.
وفي عام 1931م، وبسبب حاجته إلى المال، انتقل إلى الاحترافية وانضم إلى جولة المحترفين الصغيرة التي بدأت فقط عام 1927م. وعلى مدار الخمسة عشر عامًا التالية، قام تيلدن وحفنة من المحترفين الآخرين مثل هانز نوسيلين (Hans Nüsslein) وكاريل كوزيليه (Karel Koželuh) بجولة في جميع أنحاء الولايات المتحدة وأوروبا في سلسلة من الجولات ذات الليلة الواحدة، حيث كان تيلدن هو اللاعب الذي لا يزال الجمهور يدفع المال بشكل أساسي لرؤيته. وحتى مع عظماء من أمثال إلسويرث فاينز (Ellsworth Vines)، وفريد بيري (Fred Perry)، ودون بادج (Don Budge)، كمنافسين له، وجميعهم سواء كانوا اللاعبين الأوائل على مستوى العالم المعاصرين أو الجدد، فإنه غالبًا ما يكون تيلدن هو الذي يضمن إيرادات شباك التذاكر — والذي لا يزال محتفظًا بمركزه في مواجهة اللاعبين الأصغر من الشوط الأول أو حتى مباراة متقطعة.
اعتقد تيلدن أنه وصل إلى أوج حياته المهنية عام 1934م في سن الواحد وأربعين عامًا، بيد أنه في ذلك العام قد تغلب عليه إلسويرث فاينز(Ellsworth Vines) في تصنيفات المحترفين. وقد واجه اللاعبان بعضهما البعض ستين مرة على الأقل عام 1934م، حيث فاز تيلدن في تسعة عشر مباراة تقريبًا، بينما فاز فاينز في واحد وأربعين مباراة.

## كتابات أخرى
- Fisher, Marshall Jon (2009). A Terrible Splendor: Three Extraordinary Men, a World Poised for War and the Greatest Tennis Match Ever Played. ISBN 978-0-307-39394-4

## وصلات خارجية
- بيل تيلدن على موقع IMDb (الإنجليزية)
- بيل تيلدن على موقع الموسوعة البريطانية (الإنجليزية)
- بيل تيلدن على موقع قاعدة بيانات برودواي على الإنترنت (الإنجليزية)
- بيل تيلدن على موقع إن إن دي بي (الإنجليزية)
- بيل تيلدن على موقع رابطة محترفي التنس (الإنجليزية)
- بيل تيلدن على موقع الاتحاد الدولي لكرة المضرب (الإنجليزية)
- بيل تيلدن على موقع كأس ديفيز (الإنجليزية)
- بيل تيلدن على موقع قاعة مشاهير كرة المضرب الدولية (الإنجليزية)
- بيل تيلدن على موقع خلاصة التنس.كوم (الإنجليزية)

- International Tennis Hall of Fame profile
- ESPN article about Tilden
- Bill Tilden - article at Citizendium includes photographs